# Ørsholt
Ørsholt er en tidligere lystgård i Gurre Sogn, Helsingør Kommune i Nordsjælland, øst for Gurre Sø.

## Historie
Oprindeligt lå Ørsholt, hvor nu skovløberhuset Ørsholthus i Horserød Hegns sydøstlige udkant ligger og naturligt har navn efter denne. I 1681 omtales gården med en tilhørende vang. Ørsholt nævnes i 1550 og senere under betegnelserne Ørsholther og Øerssholltt.
Oprindelsen til navnet kendes ikke med sikkerhed, men endelsen –holt relaterer til beliggenheden i eller ved en skov, og her har muligvis oprindelig været tale om et mindre landsbysamfund. Det er tænkeligt, at navnet Ørsholt relaterer sig helt tilbage til den Ørved-storskov, som kendes fra middelalderen, bl.a. omtalt i Kong Valdemars Jordebog fra 1200-tallet.
I løbet af 1600-årene var gården at betragte som en enkeltliggende lystgård. Den ejedes fra 1672 af amtsforvalter Hans Rostgaard, fra 1684 af hans søn Frederik Rostgaard, og hørte til Krogerup indtil 1795. I 1769 brændte gården, men blev genopbygget som lystgård med stor have.
Slægten von der Maase havde arvet Krogerup efter Rostgaard, og oberst Frederik von der Maases enke, Sophia Henriette von Moltke solgte i 1795 ejendommen til den svenske generalkonsul i Helsingør, Isac Glöerfeldt, men på visse vilkår: Han og efterfølgende ejere skulle betale en årlig afgift til Krogerup på 27 rigsdaler. Imidlertid havde Glöerfeldt haft ejendommen igennem en længere årrække som fæster. I den periode havde han opført "anseelige og bekostelige Bygninger" samt forbedret jordene uden, at Krogerup gods havde ydet hjælp til det. Derfor fik Glöerfeldt et nedslag i den årlige afgift på 8½ rigsdaler så længe, han var ejer. Senere ejere måtte dog betale den fulde afgift.
I 1805 solgte Isac Glöerfeldt Gamle Ørsholt til en mand ved navn von Hemmert (Peter van Hemert eller sønnen Jost Johan van Hemert?), men hans tid på gården var ganske kort, eftersom hans dødsbo allerede i 1808 solgte til købmand og major Michael Liebmann. Han døde i 1819 og gården overgik derpå til oberstløjtnant Hansen, som dog atter tilbagesolgte gården til Michael Liebmanns enke, Birgitte Augustine Liebmann født Sponneck.
Fra hendes ejerperiode er der overleveret en beskrivelse fra ca. 1830, hvori gården beskrives som et sted, der "afgive Bopæl for en Familie af Stand". Gården beskrives således: "Et teglhængt Stuehus og 3 Udhuse, alle af Muur og Bindingsværk". Gårdens tilliggende var da 40 tdr.ld. ager, 12 tdr.ld. skov, og 8 tdr.ld. mose. Der dyrkedes dengang rug, byg, havre og kartofler. Besætningen bestod af 4 heste, 8 køer, 12 får og 6 svin.

### Louisenlyst
I 1839 overtog datteren Mathilde Jensen født Liebmann Gamle Ørsholt og hun blev den sidste særskilte ejer af gården. I 1843 solgte hun nemlig til kammerråd Jørgen Rasmussen, der allerede da havde ejet Louisenlyst siden 1836. Louisenlyst var i 1820 blevet sammenlagt af fire gårde.
Louisenlyst blev overtaget af Peter Jørgen Petersen i 1821. Han beholdt gården frem til 1829, da urtekræmmer Hans Nicolai Østergaard købte ejendommen. Året efter blev gården beskrevet således: "Gaarden bestaae af et Stuehuus, som afgiver en bequem Bopæl for en Familie udenfor Bondestanden, samt 3 Udhuse, alle af Muur og Bindingsværk. Ved Gaarden er en smuk Have." Til gården hørte da 78 tdr.ld. ager, 30 tdr.ld. eng, 56 tdr.ld. mose og overdrev samt 6 tdr. ld. skov. På jordene dyrkedes rug, byg, havre, hø, kartofler, ærter og vikker (= en bælgplante, der anvendtes til foder). Besætningen bestod af 7 heste, 24 køer, 8 får og 8 svin. Til gården hørte da tre huse med jord.
Den nuværende Ørsholtgaard hed oprindelig Ratterup, hvilket kunne antyde, at der også her har ligget en mindre, udflyttet landsby. Navnet Ratterup ændredes omkring 1720 til Sophienlyst efter den daværende ejer, Frederik Rostgaards hustru, Conradine Sophie. Fra omkring 1820 hed ejendommen Louisenlyst, muligvis efter ejeren, købmand Michael Liebmanns hustru, og var da blevet sammenlagt med Gurre-gårdene Kildegaard, Lyngegaard samt Louisenroe, der sidenhen blev nedlagt. Da kammerråd Jørgen Rasmussen i 1836 overtog Louisenlyst og i 1843 tillige det gamle Ørsholt, fik han i 1852 tilladelse til at sammenlægge de to gårde, mens det gamle Ørsholt blev nedrevet. De sidste rester af gården forsvandt dog først i starten af 1900-tallet. En senere ejer, Harald Quistgaard, fik 17. december 1875 Indenrigsministeriets bevilling til at lade hele ejendommen (altså fem forskellige) kalde for Ørsholt.

### Det samlede Ørsholt
Kammerråd Jørgen Rasmussen solgte i 1854 sin store ejendom til svigersønnen, konsul Geert Geelmuyden, der var gift med Marie Rasmussen. To år senere købte Rasmussen Flynderupgård og drev den i en årrække. Geelmuyden havde kun Louisenlyst i to år, hvorefter forpagter Svend Mads Trolle købte gården. Hans enke sad i uskiftet bo 1865-73, hvorefter ejendommene overgik til P.E. Steenholdt i et års tid. I 1874 købtes ejendommen af Harald H. Quistgaard. 
Af senere ejere bemærkes især Ferdinand Tutein (1861-1931) - en nevø til ejeren af Gurrehus, Frederik Tutein.
Ørsholtgaard blev i 1934 købt af institutionen Det Blaa Kors og benyttet som behandlingshjem for alkoholikere. Efter flytning af aktiviteterne til Bjæverskov, solgte Blå Kors Ørsholt i 1997. I dag ejes Ørsholtgaard; nu kaldet Ørsholt Gods, af chokoladefabrikant Peter Beier, der har sin virksomhed her. 

## Arkitektur
Hovedbygningen er opført af Ferdinand Tutein i 1890. Ørsholts lade fra 1760'erne blev nedrevet af ejeren Flemming Schiødt-Eriksen i 1998. Hestestalden mod vest og kostalden mod øst er fra omkring 1800.

## Ejerliste

### "Gammel" Ørsholt, matr. nr. 1, Ørsholt
- 1672-1684: Hans Rostgaard, amtsforvalter
- 1684-1745: Frederik Rostgaard, gehejmearkivar
- 1745-1774: Frederik von der Maase, oberst
- 1774-1795: Frederik Anthon Adam von der Maase, kammerjunker
- 1795-1805: Isac Glörfeldt, generalkonsul
- 1805-1808: von Hemmert (Peter van Hemert eller sønnen Jost Johan van Hemert?)
- 1808-1822: Michael Liebmann, købmand
- 1822-1824: Hansen, oberstløjtnant
- 1824-1839: Birgitte Augustine Liebmann, født Sponneck (enke efter Michael Liebmann)
- 1839-1845: Mathilde Jensen, født Liebmann (datter)
- 1845-1854: Jørgen Rasmussen, kammerråd

### Ratterup/Sophienlyst/Louisenlyst/"Ny" Ørsholt, matr. nr. 2, Ørsholt
- 1672-1684: Hans Rostgaard, amtsforvalter
- ?-1794: Frørup
- 1794-1796: Carl Christian Lemback
- 1796-1796: Joachim Christian Høst
- 1796-1821: Peter Jørgen Petersen
- 1821-1829: Hans Nicolai Østergaard, urtekræmmer
- 1829-1839: Jørgen Rasmussen, kammerråd
- 1839-1854: Geert Geelmuyden, konsul (svigersøn)
- 1854-1865: Svend Mads Trolle og hans enke
- 1865-1873: Enkefru Elisa Andrea Trolle, født Møller
- 1873-1874: P.E. Steenholdt
- 1874-1878: Harald Hermann Quistgaard
- 1878-1880: Hans Wilhelm Liebst
- 1880-1885: Jacob Vilhelm Saxtorph
- 1885-1886: Johannes Hjeronimus
- 1886-1911: Ferdinand Tutein
- 1911-1912: Charles Christensen
- 1912-1916: Valborg Christensen, født Nielsen (enke)
- 1916-1918: Hans Nielsen
- 1918-1924: Jørgen Christian Stannow
- 1924-1926: Holger Ohrt
- 1926-1926: Erik Black
- 1926-1934: H.L.H. Jørgensen
- 1934-1997: "Det Blaa Kors", Kristelig Afholdsforening for Danmark
- 1997-2006: Flemming Schjødt-Eriksen
- 2006-nu: Peter Beier og Linda Beier